# دورام (نیوهمپشر)
دورام (به انگلیسی: Durham) شهری در ایالت نیوهمپشر کشور ایالات متحده آمریکا است که جمعیت آن در سرشماری سال ۲۰۱۰ میلادی، ۱۰٬۳۴۵ نفر بوده‌است.

## نگارخانه

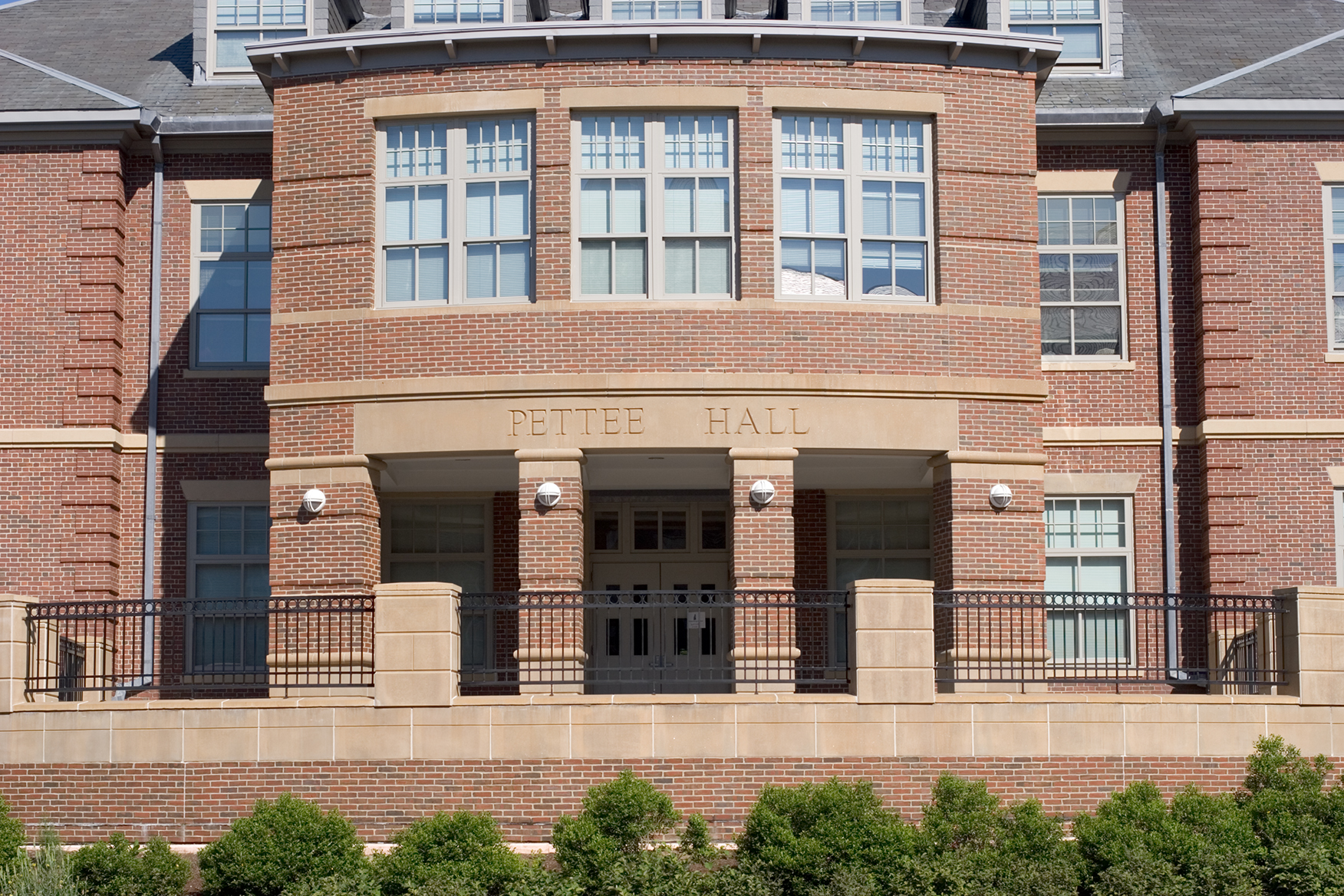
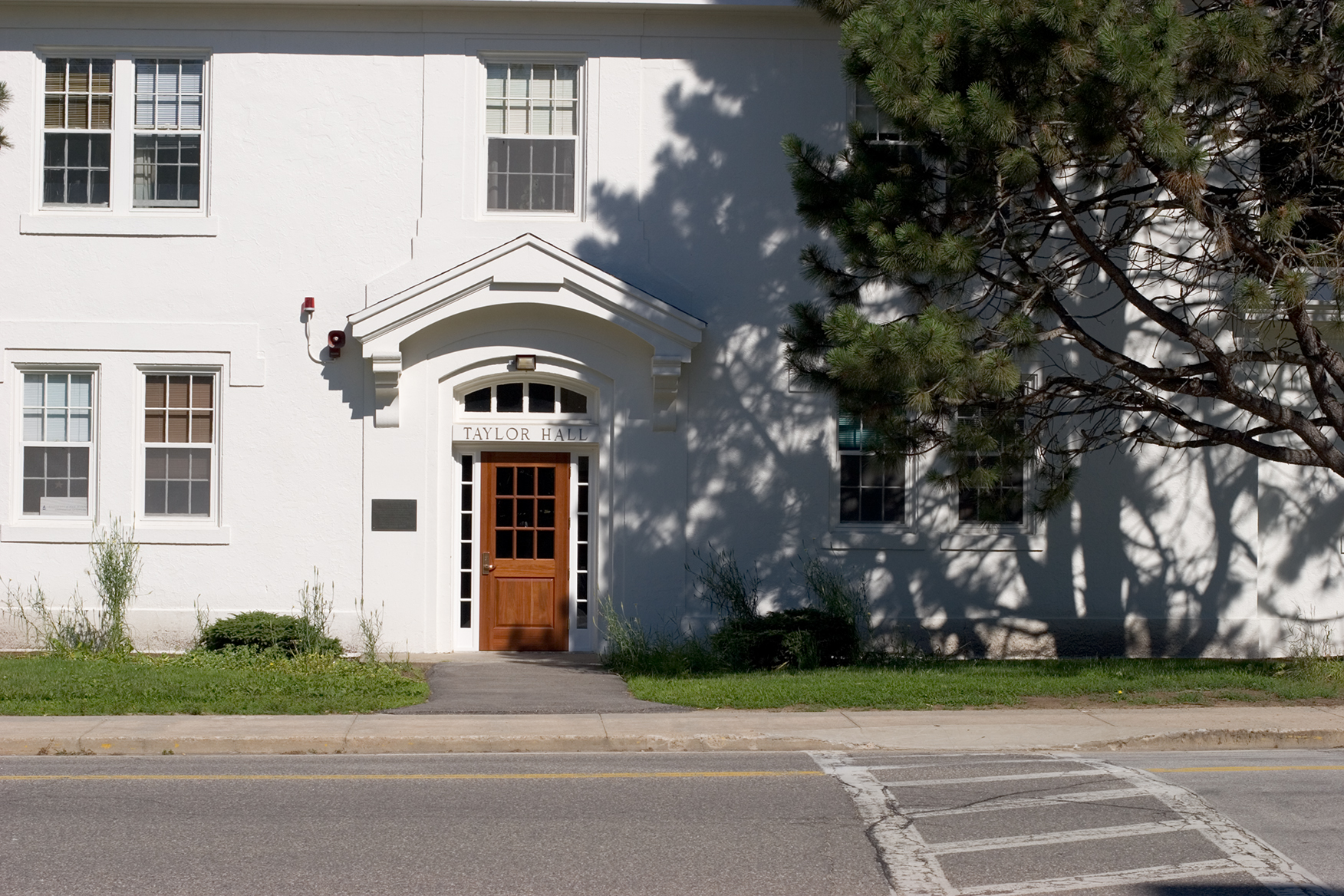
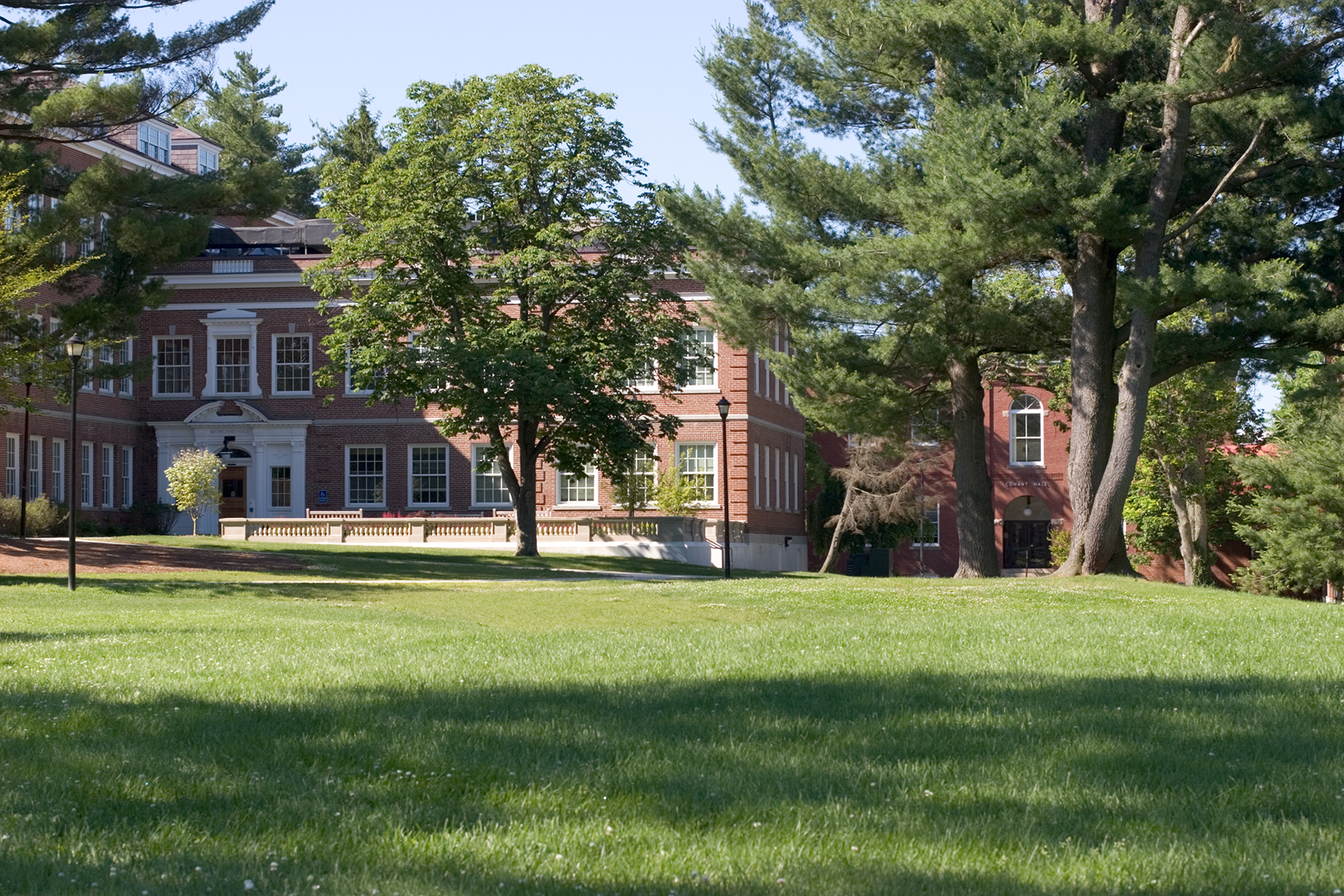
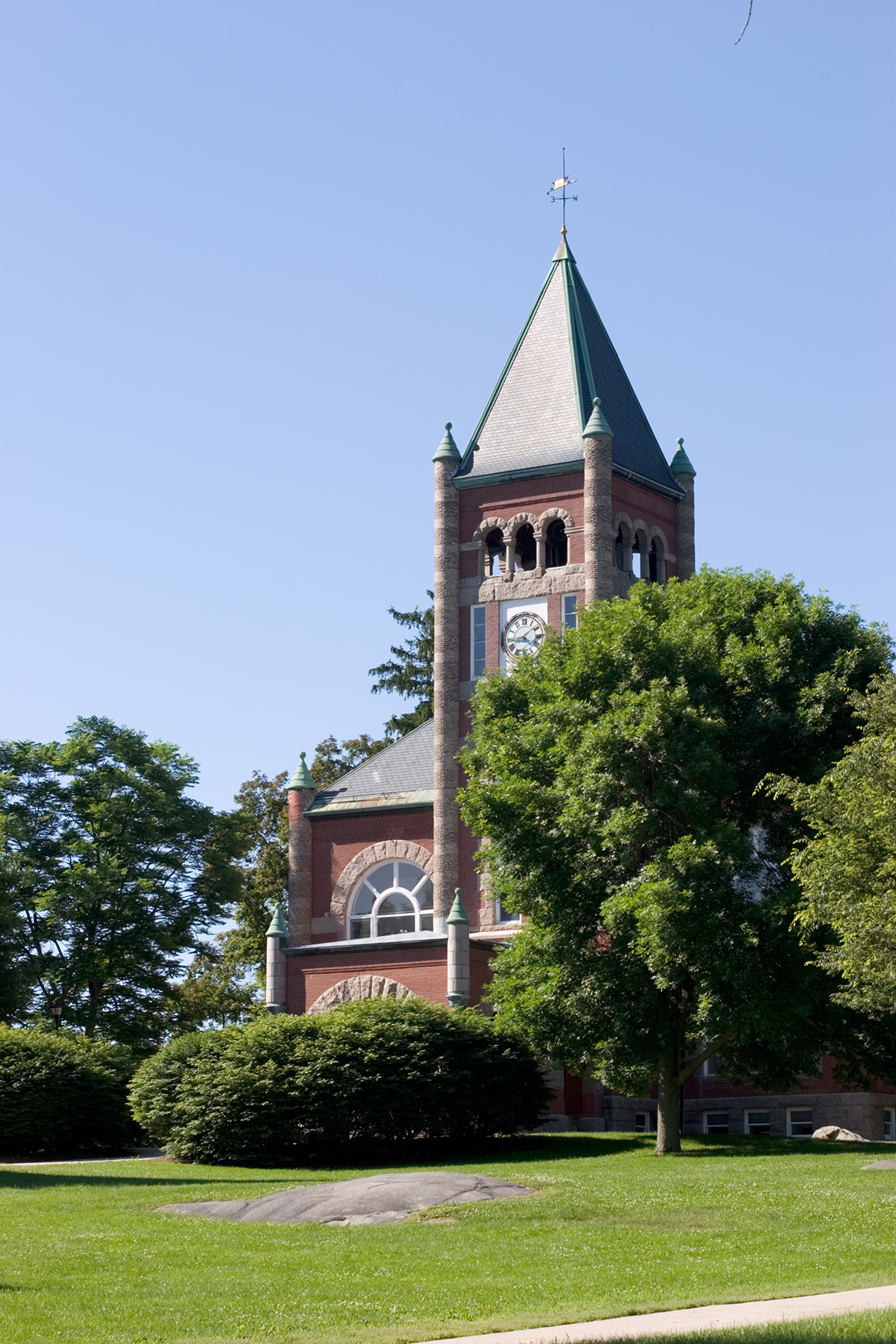
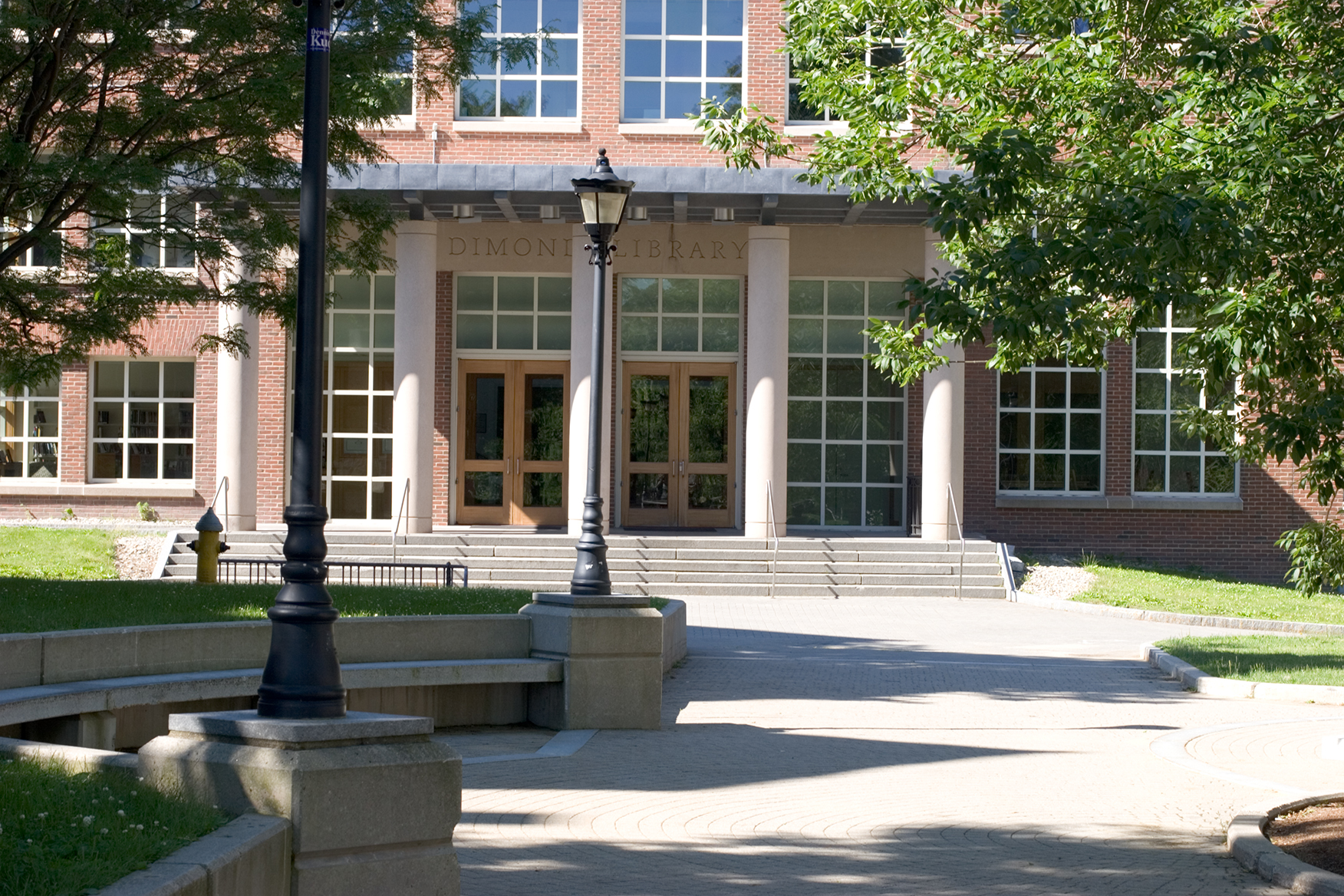
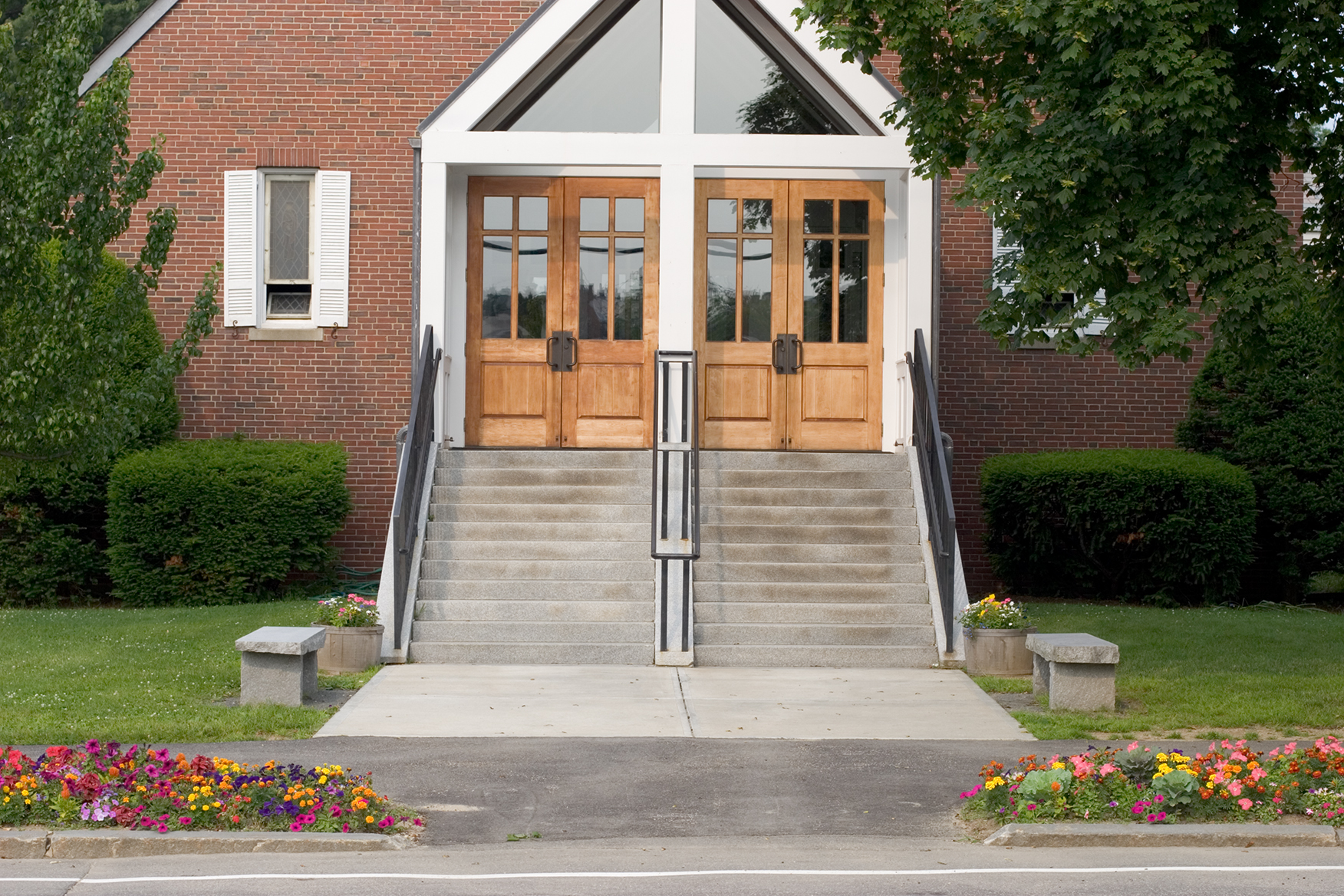
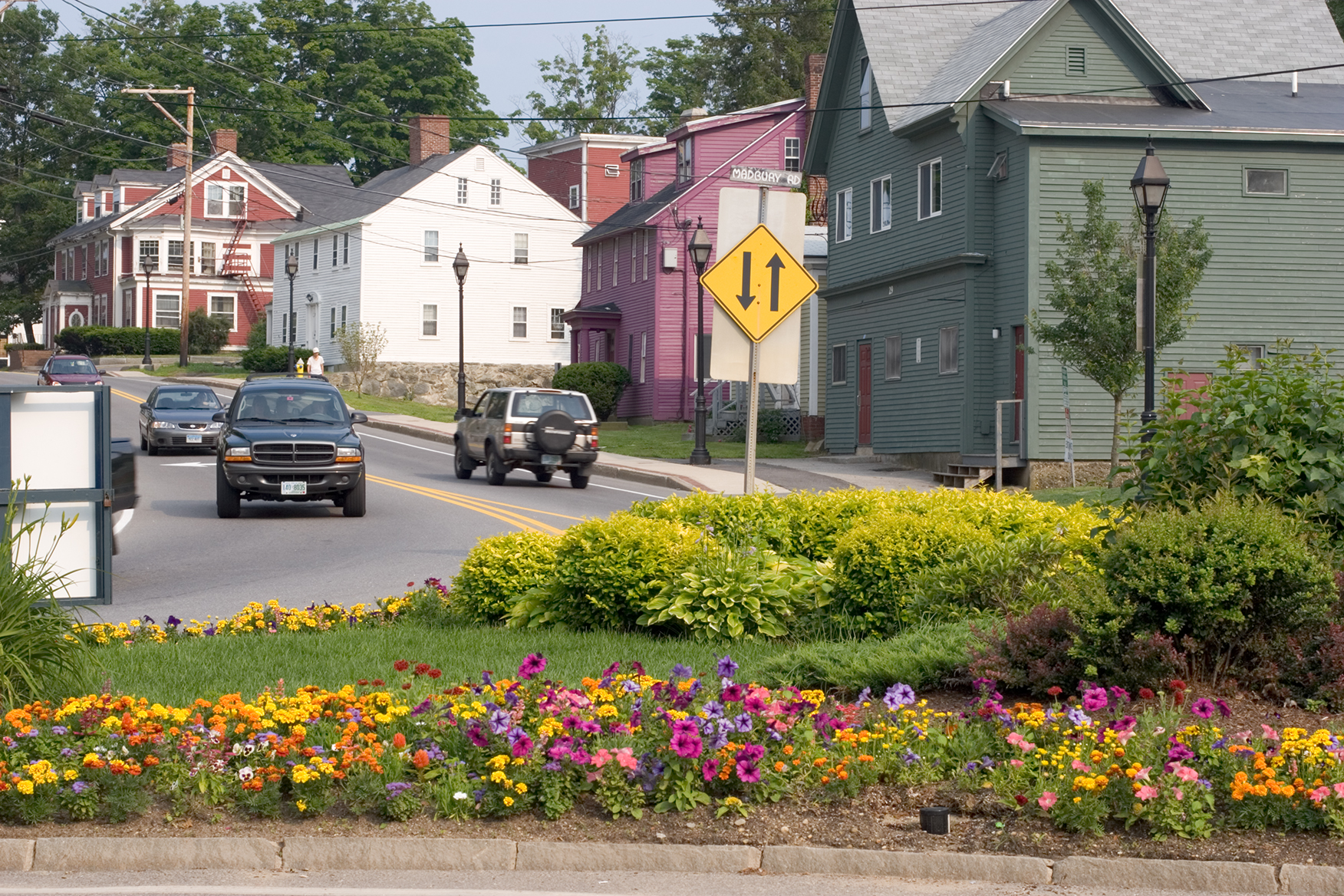
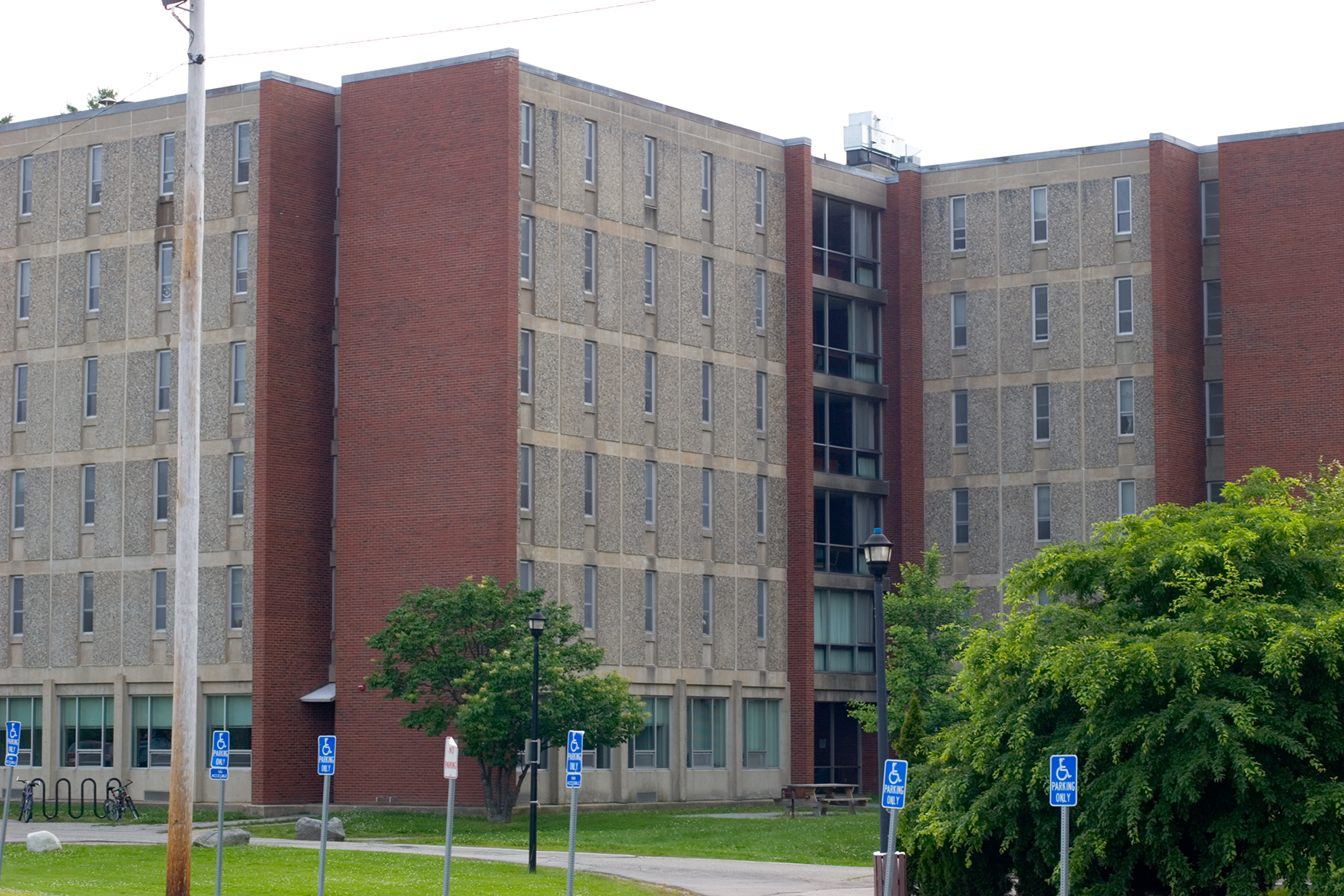

## موقعیت جغرافیایی
موقعیت جغرافیایی شهرها و مناطق اطراف به شرح زیر است: